# پناهگاه صخره‌ای ریزهل ۱
پناهگاه صخره‌ای ریزهل ۱ در شهرستان پل‌دختر، بخش مرکزی، دهستان ملاوی، روستای گل گل سفلی واقع شده و این اثر در تاریخ ۱۸ شهریور ۱۳۸۷ با شمارهٔ ثبت ۲۳۲۳۹ به‌عنوان یکی از آثار ملی ایران به ثبت رسیده است.